# تور میلاد دو نور
تور میلاد دو نور یک تور بین‌المللی دوچرخه‌سواری ایرانی است. این تور پس از تور آذربایجان، معتبرترین تور دوچرخه‌سواری ایران به‌شمار می‌آید، هر ساله به مدت ۸ روز و زیر نظارت فدراسیون بین‌المللی دوچرخه‌سواری (UCI) برگزار می‌شود. تور میلاد دو نور از سال ۲۰۰۵ راه‌اندازی شده است.

## قهرمانان
- ۲۰۰۸ -  احد کاظمی
- ۲۰۰۷ -  قادر میزبانی
- ۲۰۰۶ -  قادر میزبانی
- ۲۰۰۵ -  دیوید مک‌کن